# Harpacticus gracilis
Harpacticus gracilis är en kräftdjursart som beskrevs av Claus 1863. Harpacticus gracilis ingår i släktet Harpacticus och familjen Harpacticidae. Arten är reproducerande i Sverige. Inga underarter finns listade i Catalogue of Life.